# 26 Lyncis
26 Lyncis är en orange jätte i stjärnbilden Lodjuret.
26 Lyncis har visuell magnitud +5,45 och är synlig för blotta ögat vid god seeing. Den befinner sig på ett avstånd av ungefär 840 ljusår.